# 疊氮化銫

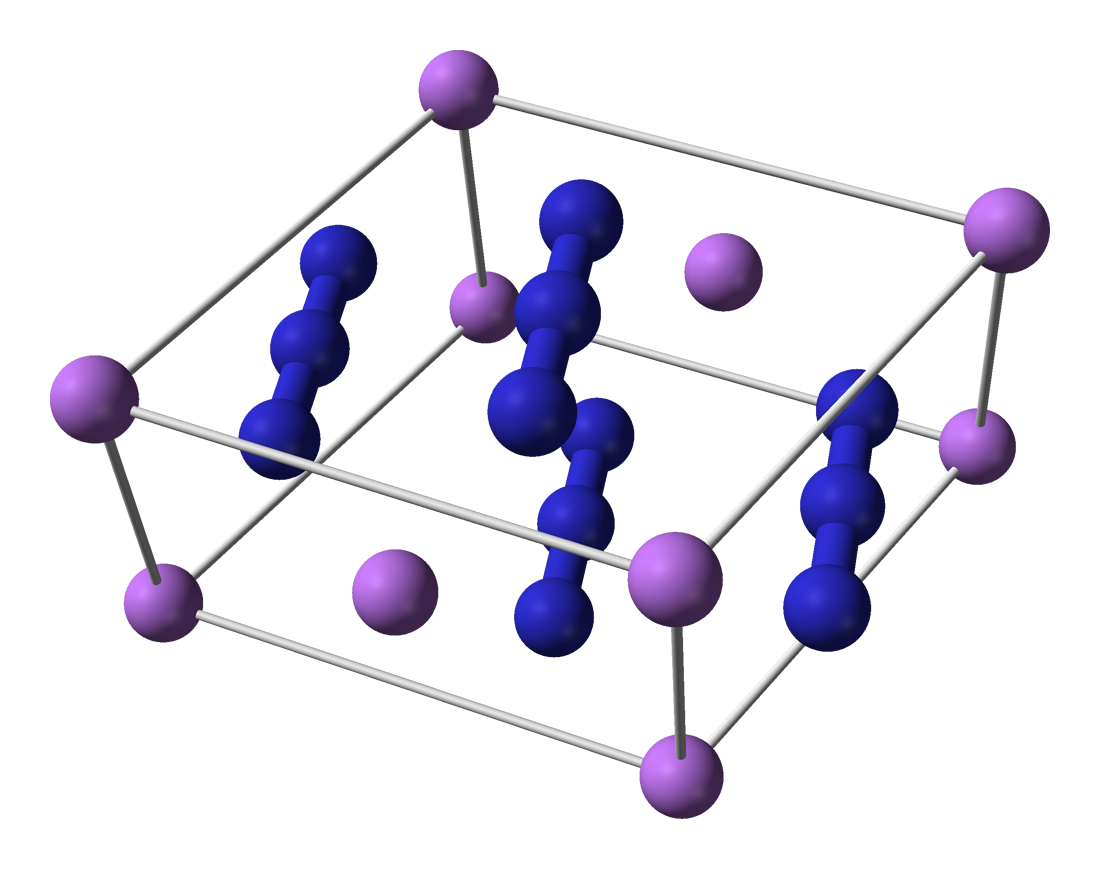
疊氮化鋰的晶格疊氮化銫也是和疊氮化鋰一樣四方結構

疊氮化銫是一種無機化合物，由銫和氮構成，屬於疊氮酸鹽、疊氮化合物，其化學式為CsN3。晶體結構為四方結構，和同族疊氮化合物相似。在加熱或紫外線照射時，它會分解成氮氣和金屬銫。要制備疊氮化銫可將和碳酸銫和疊氮酸的中和反應製備；或銫與一氧化二氮反應而制得；或碳酸銫和疊氮化鈉的複分解反應製備，反應式如下:
Cs2CO3 + 2HN3  → 2CsN3 + H2CO3
CsNH2 + N2O  → CsN3 + H2O
Cs2CO3 + 2NaN3  → 2CsN3 + Na2CO3